# Aigle de Brandebourg

Armoiries de l'État de Brandebourg

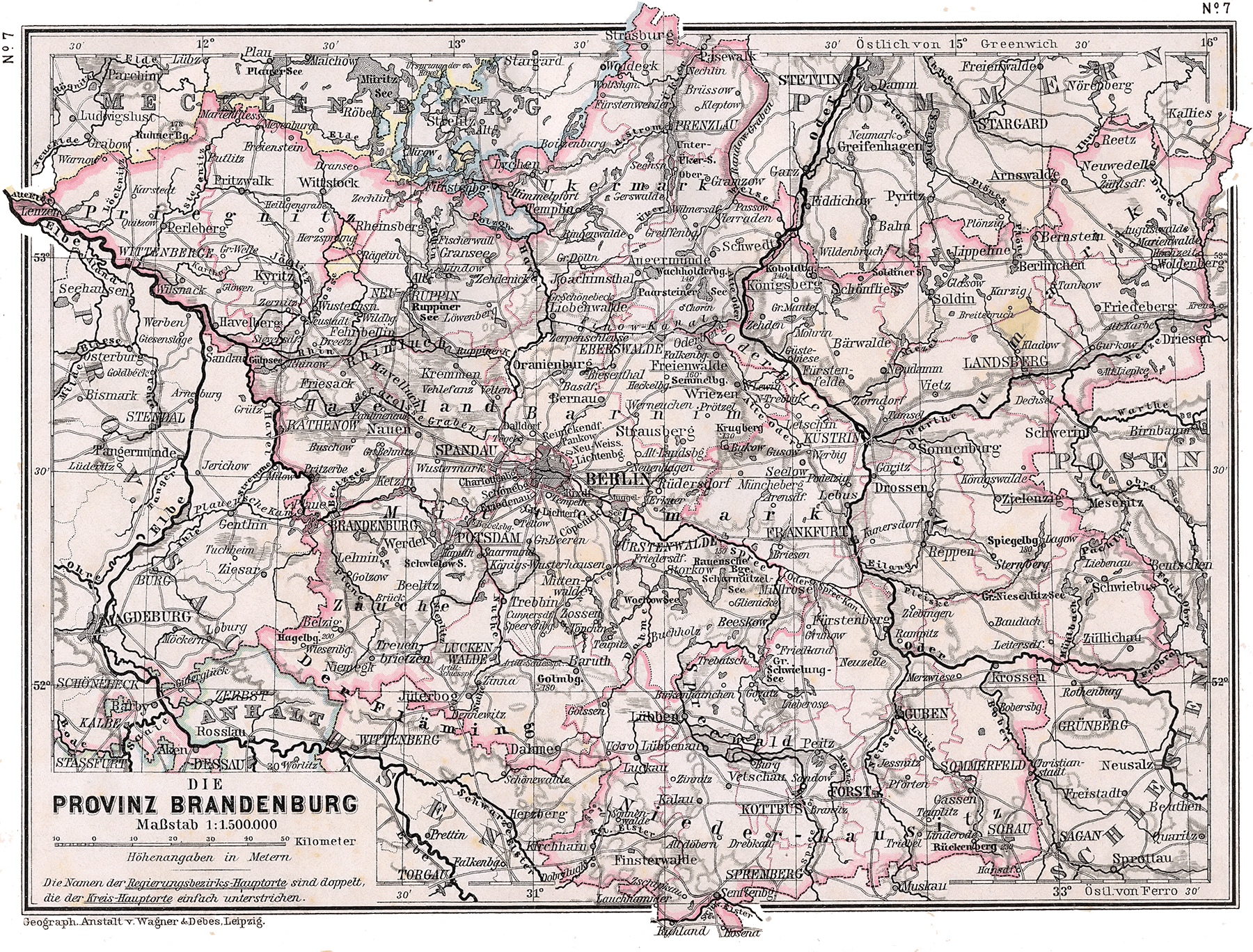
Les frontières de la province de Brandebourg (depuis 1815) peuvent être interprétées comme la silhouette d'un aigle.

L'aigle de Brandebourg, également aigle margravien ou aigle rouge, est l'animal héraldique de l'état de Brandebourg. Il fait également partie des armoiries de nombreuses villes et communes de la région de l'ancienne Marche de Brandebourg, parfois dans une représentation légèrement modifiée ou avec des symboles héraldiques supplémentaires.
En raison de sa première utilisation par les Ascaniens et en tant que symbole et armoiries de la marche de Brandebourg, l'aigle est également connu sous le nom d'aigle ascanien, margravien-brandebourgeois ou brandebourgeois. À la suite du Congrès de Vienne, la province de Brandebourg est créée en 1815 avec de nouvelles frontières (sans la partie la plus ancienne de l'Altmark, mais avec la région de Jüterbog et Basse-Lusace). La nouvelle image cartographique qui en résulte est interprétée au XIXe siècle - quasi comme une heureuse coïncidence symbolique - comme un aigle, avec tête et bec, deux ailes, deux crocs et une queue (un peu trop large). Depuis 1945, cette perspective n'est plus évidente du fait de la perte des zones au-delà de l'Oder ; son maintien aurait pu être considéré comme du revanchisme. L'aigle de Brandebourg fait également l'objet de l'hymne national non officiel Steige hoch, Du roter Adler

## Description
L'aigle de Brandebourg apparaît dans les armoiries de Brandebourg, flottant librement de face avec les ailes déployées et regardant vers la droite. Il est de gueules, renforcé d'or et langueté de rouge. Les crocs sont ouverts et ses ailes sont chacune recouvertes d'une tige de trèfle dorée. Le blason des armoiries est blanc.
En raison de l'évolution historique des armoiries, les aigles des armoiries des communes, des villes et des pays ne sont pas tous les mêmes. Dans certaines armoiries, par exemple, seule la moitié ou même une partie du corps de l'aigle est visible. Tous les aigles n'ont pas de tiges de trèfle sur leurs ailes, mais certains ont des éléments décoratifs sur leur poitrine. Certains tiennent d'autres éléments d'armoiries dans leurs griffes, d'autres sont blindés de noir ou de rouge.

## Histoire

### Brandebourg en tant que principauté

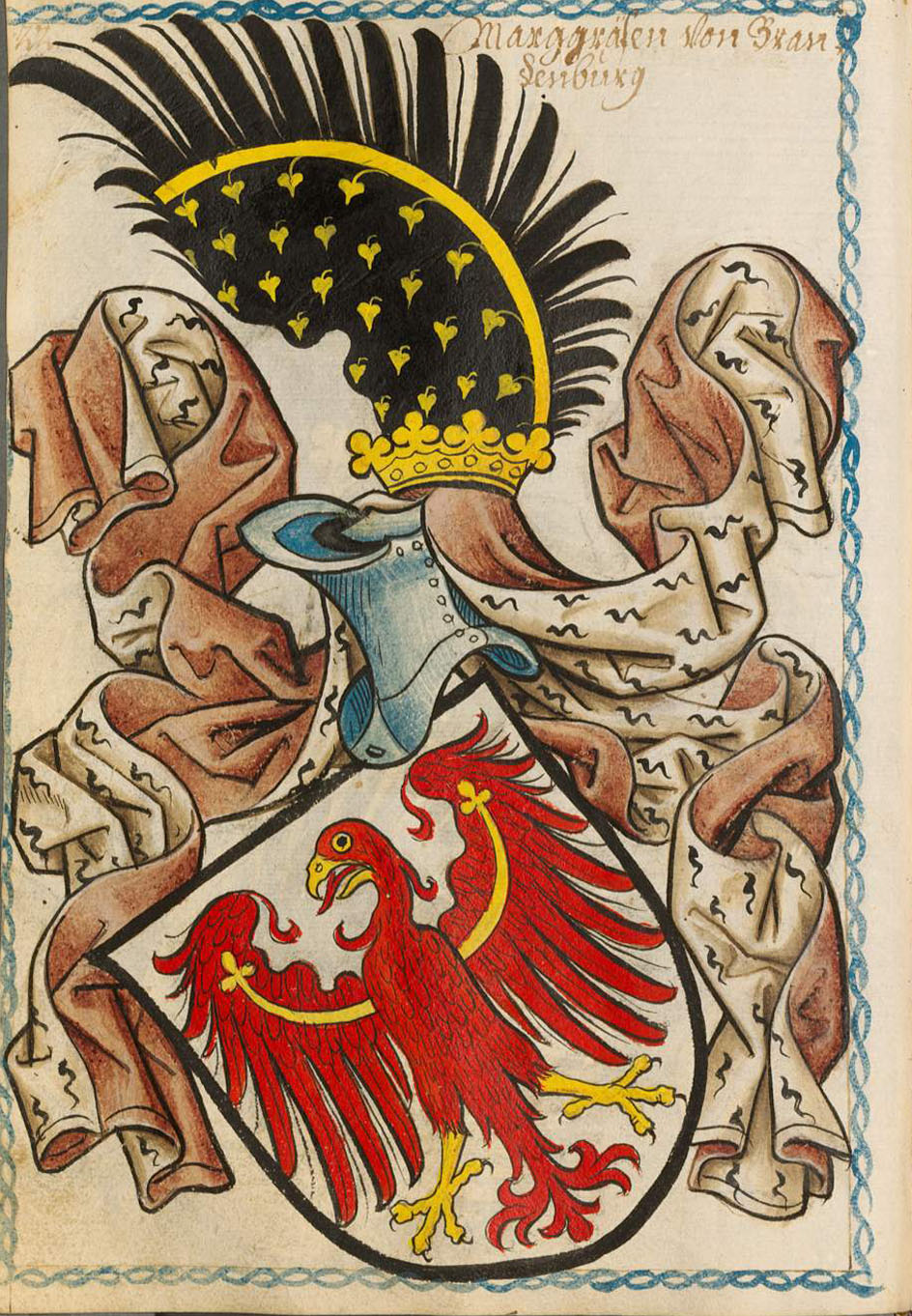
L'aigle de Brandebourg dans l'

L'aigle margravien apparaît pour la première fois dans le sceau de l'Ascanien Othon Ier à partir de 1170. Outre le bouclier à l'aigle, Othon Ier, comme son père Albert l'Ours et son fils Othon II, porte encore des boucliers avec une garniture d'écu montrant notamment des divisions multiples. Ces boucliers sont avant tout des boucliers de combat. Dans les combats incessants de l'époque, les margraves n'ont pas l'intention de porter un équipement riche en couleurs.
Il n'y a aucune trace de l'origine exacte de l'aigle de Brandebourg ou de la raison pour laquelle Othon Ier a choisi cet aigle. Certains héraldistes, tels que Theodor Ilgen (de) et Hermann Krabbo (de), supposent que l'aigle est un symbole familial pré-héraldique et héréditaire des Ascaniens. Les Ascaniens viennent du versant Est des montagnes du Harz, et avant d'être élevé au rang de margrave, Albert l'Ours était comte de Ballenstedt, où se trouve le château ancestral des Ascaniens. En supposant que l'aigle se trouvait sur la montagne à proximité du château ancestral, il s'agirait d'un symbole familial approprié. C'est ainsi que l'aigle est apparu sur les armoiries du château voisin d'Arnstein (de). Une utilisation de l'aigle comme symbole de la famille avant Othon Ier ne peut être prouvée.
Des héraldistes comme Alfred Anthony von Siegenfeld (de) et Erich Gritzner (de) défendent une autre thèse. Ils voient les racines de l'aigle margravien, comme plus tard de l'aigle prussien, dans les aigles standards d'étendard et les bannières à aigle des rois et empereurs du Saint-Empire. La haute noblesse du XIIe siècle utilise très souvent l'aigle de l'Empire comme emblème officiel. Jusqu'en 1180 environ, les margraves, les comtes palatins, les comtes et les burgraves comptent parmi les princes d'Empire. En tant que princes officiels et donc représentants du roi, ils portent l'aigle impériale comme armoiries et s'en servent comme sceau. Certaines familles, comme les comtes de Neuenahr (lignée des Are-Hochstaden), les comtes de Savoie et les ducs de Silésie, adoptent l'aigle impériale dans ses couleurs originales, noir sur fond jaune, comme symbole familial. Lorsque l'Empire s'est dissous au début du XIIIe siècle, les souverains se sont emparés de tous les pouvoirs publics. Chez certains seigneurs, l'aigle impériale change de couleur et devient le blason de la famille, tandis que d'autres seigneurs utilisent à nouveau exclusivement leurs armoiries familiales. Les Ascaniens portent probablement eux aussi à l'origine l'aigle impériale noire en jaune. Dans la lignée brandebourgeoise, ils changent l'aigle en rouge avec une défense jaune dans un champ blanc et, depuis Othon IV, avec des tiges de trèfle jaune dans les ailes.

### Brandebourg en tant que province de Prusse

Armoiries de la province prussienne de Brandebourg

Après les Ascaniens, l'aigle rouge reste le symbole et l'emblème du Brandebourg sous les Wittelsbach, les Luxembourg et les Hohenzollern. En 1415, il passe à la maison de Hohenzollern. Ils sont désormais les seigneurs de la Marche de Brandebourg. Les armoiries de 1817 et 1824 montrent par erreur la couronne royale, comme pour l'aigle prussien. En 1864, il devient le chapeau de l'électeur pourpre et velouté, sans armure et bordé d'hermine. Le chapeau de l'électeur, le sceptre et l'épée sont attribués à l'aigle le 2 avril 1824 et les pièces de monnaie doivent être fabriquées avec ce changement. Les thalers sont frappés ainsi à partir de 1827. Par décret du 11 janvier 1864, les armoiries royales prussiennes de 1817 doivent être corrigées et, en souvenir de la dignité d'archichambreur du Saint-Empire dissous, le sceptre d'or dans le champ bleu, qui se trouvait dans les armoiries électorales et royales, doit être placé sur la poitrine de l'aigle comme plastron. L'armement, le couronnement et l'occupation de l'aigle, courants depuis 1824, ne sont pas nouveaux. En 1704 déjà, les détenteurs de l'écu tenaient dans leur main libre (donc à l'extérieur) l'aigle prussien à droite et l'aigle brandebourgeois à gauche dans l'étendard. Malheureusement, une erreur s'est glissée en 1824. Connue depuis 1804, elle est restée sans conséquence. Pour des raisons de place, les drapeaux sont tournés vers l'intérieur, comme dans le sceau de majesté de Frédéric II et de ses successeurs. L'aigle est tourné vers la hampe du drapeau en regardant. Il est héraldiquement son reflet. Ainsi, il tient l'épée avec la griffe, qui est proche de la hampe du drapeau. La griffe extérieure (museau) tient le sceptre. En 1804, les drapeaux sont à nouveau tournés vers l'extérieur. L'aigle regarde à nouveau vers la hampe du drapeau. L'épée et le sceptre sont toutefois échangés et il est ainsi devenu gaucher (l'épée à gauche). Il est armé à l'envers selon la représentation de 1704
Les aigles brandebourgeois et les boucliers d'aigle dans les armoiries des villes et communes ne font pas référence à leur situation géographique dans la Marche de Brandebourg, mais font référence aux margraves en tant que fondateurs et seigneurs de la ville. Certaines villes ne portent que l'aigle ou l'aigle dans l'écu comme sceau, voir les armoiries de Potsdam et Cölln. Afin de se distinguer des insignes des dirigeants, de nombreuses villes mettent le mur d'enceinte populaire avec porte et tours dans leur sceau. L'aigle, ici encore avec et sans écu, est placé dans la porte ouverte de la ville, plane au-dessus de l'enceinte de la ville ou l'enceinte est recouverte de son écu, voir les armoiries de Francfort-sur-l'Oder, d'Angermünde ou de Spandau. Dans la seconde moitié du XIIIe siècle, différentes villes veulent leur propre sceau ou blason qui symbolise la ville seule. Les armoiries typiques pour cela sont les armoiries parlantes. Soit l'aigle disparaît complètement du blason, doit partager l'image du blason avec d'autres symboles, soit il mène un "combat" avec d'autres symboles du blason ou des animaux qui dure parfois plusieurs siècles avant d'être finalement évincé. Un exemple de combat avec un autre animal héraldique, l'ours, est représenté dans le sceau et les armoiries de Berlin de 1280 à 1935.

## Armoiries avec l'aigle de Brandebourg
Une liste de toutes les armoiries qui portent l'aigle margravien sur leurs boucliers peut être trouvée à: Liste des armoiries avec l'aigle margravien (de).

Brandebourg
Mecklembourg-Poméranie occidentale
Aigle margravien  dans le blason du Mecklembourg-Poméranie occidentale
Arrondissement de Dahme-Forêt-de-Spree
Potsdam